# 澳洲裸胸鱔
澳洲裸胸鱔，又稱澳洲裸胸鯙，為輻鰭魚綱鰻鱺目鯙亞目鯙科的其中一種，分布於南太平洋區，包括澳洲、豪勳爵島、法屬波里尼西亞、復活節島、皮特凱恩群島等海域，棲息深度可達45公尺，體長可達37.5公分，為底棲性魚類，屬肉食性，生活習性不明。

## 擴展閱讀
維基物種上的相關：澳洲裸胸鱔